# Ludwig Otto Hesse
Ludwig Otto Hesse (Königsberg, 22 aprile 1811 – Monaco di Baviera, 4 agosto 1882) è stato un matematico tedesco.

## Biografia
I suoi lavori si concentrarono sull'algebra e sugli invarianti algebrici, difatti prendono nome da lui la curva hessiana e la matrice hessiana.

## Opere
- Vorlesungen über analytische Geometrie des Raumes. (Lezioni di geometria analitica nello spazio) Leipzig (1876)
- Vorlesungen aus der analytischen Geometrie der geraden Linie, des Punktes und des Kreises. (Lezioni dalla geometria analitica della linea retta, al punto, al cerchio) Leipzig (1881). Hrsg. A. Gundelfinger
- Die Determinanten elementar behandelt. (Determinanti elementari) Leipzig (1872)
- Die vier Species. (Le quattro Specie) Leipzig (1872)